# یک ماجراجویی بزرگ جسورانه زیبا
یک ماجراجویی بزرگ جسورانه زیبا (انگلیسی: A Big Bold Beautiful Journey) یک فیلم درام آمریکایی در حال ساخت به کارگردانی کوگونادا بر اساس فیلمنامه ست ریس با بازی مارگو رابی و کالین فارل است.

## داستان
فیلم داستانی تخیلی از دو غریبه و سفر باورنکردنی که آنها را به هم متصل می‌کند.

## تولید
فیلمبرداری در آوریل ۲۰۲۴ در کالیفرنیا آغاز شد.